# Vitré, Ille-et-Vilaine
Vitré Vitræ / Gwitreg là một xã trong tỉnh Ille-et-Vilaine, thuộc vùng hành chính Bretagne của nước Pháp, có dân số là 15.313 người (thời điểm 1999). Do có nhiều di sản văn hóa nên thành phố còn được gọi là thành phố của nghệ thuật và lịch sử.

## Dân số

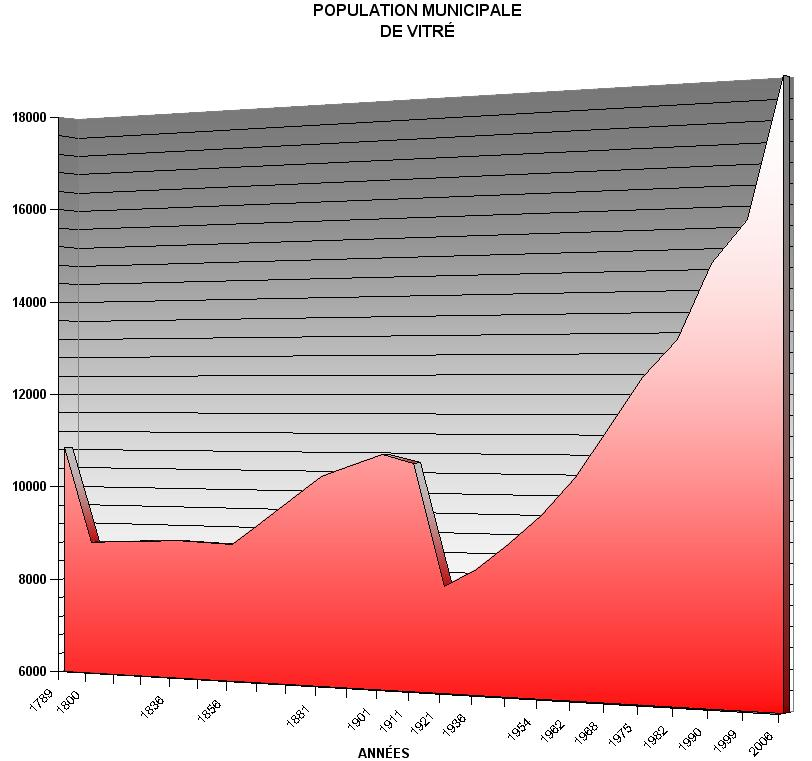
Demographics of Vitré (1789-2006)

| VITRÉ                                                                                            | 1800  | 1836  | 1856  | 1881   | 1901   | 1921  | 1936  | 1954  | 1962   | 1968   | 1975   | 1982   | 1990   | 1999   | 2006   |
| ------------------------------------------------------------------------------------------------ | ----- | ----- | ----- | ------ | ------ | ----- | ----- | ----- | ------ | ------ | ------ | ------ | ------ | ------ | ------ |
| Dân số                                                                                           | 8,809 | 8,901 | 8,854 | 10,314 | 10,775 | 8,154 | 8,506 | 9,611 | 10,380 | 11,343 | 12,322 | 13,046 | 14,488 | 15,313 | 18,000 |
| Nguồn: INSEE và « Vitré » của ROBERT-GUÉDON D., LE GOFF D. et BORDILLON H. Ouest-France Editions |       |       |       |        |        |       |       |       |        |        |        |        |        |        |        |

## Các thành phố kết nghĩa
| Đức            | Helmstedt (Đức) 1979            |
| Vương quốc Anh | Lymington (Vương quốc Anh) 1981 |
| Canada         | Terrebonne (Canada) 1983        |
| Mali           | Djenné (Mali) 1987              |
| Tây Ban Nha    | Villajoyosa (Tây Ban Nha) 1989  |
| Hoa Kỳ         | Hy Lạp (Hoa Kỳ) 1990            |
| Ba Lan         | Sroda (Ba Lan) 1994             |
| Romania        | Talmaciu (România) 1999         |

## Những người con của thành phố
- Pierre Landais, chính khách
- Bertrand d'Argentré, sử gia
- Jacques Colebault, nhà soạn nhạc thời Phục Hưng
- Pierre-Olivier Malherbe
- Arthur Le Moyne de La Borderie, sử gia nổi tiếng của vùng Bretagne